# Diadegma speculare
Diadegma speculare là một loài tò vò trong họ Ichneumonidae.